# 泰莎·博诺姆
泰莎·博诺姆（法語：Tessa Bonhomme，1985年7月23日—），加拿大女子冰球运动员，场上位置是后卫。她曾代表加拿大国家队参加2010年冬季奥林匹克运动会冰球比赛，获得一枚金牌。